# Закани Обейд
Закани Обейд (Убайд; перс. عبید زاکانی‎; ум. 1371) — персидский поэт и прозаик.
Родился в Казвине, учился и значительную часть жизни жил в Ширазе.
Наиболее значительные произведения Закани — «Этническая аристократия», «Сто советов», поэма «Мыши и кот».

## Русские издания
- Весёлая книга. [Перевод с персидского, предисловие и примечания Н. Кондыревой. Стихи переведены Г. Алексеевым. Илл.: И. Оффенгенден]. — М.: Наука, 1965. — 176 с. с илл.
- Истины. Изречения персидского и таджикского народов, их поэтов и мудрецов. / Перевод Наума Гребнева. Примечания Н. Османова. — М.: Наука, 1968; Спб.: Азбука-классика, 2005. 256 с. ISBN 5-352-01412-6

## Экранизации
- 1985 — Мультфильм киностудии Таджикфильм «Как кот с мышами воевал» по мотивам поэмы-сказки «Кот и мыши».